# Kommunalwahlen in Schleswig-Holstein
Die Kommunalwahlen in Schleswig-Holstein beschreibt die aktuellen rechtlichen Bestimmungen und Vorgaben und die historische Entwicklung der Wahlen zu den Gemeinde- beziehungsweise Stadtvertretungen und zu den Kreistagen in Schleswig-Holstein.
Das in Artikel 20 Absatz 1 und 2 des Grundgesetzes verankerte Demokratiegebot gilt nicht nur für den Bereich des Bundes, sondern darüber hinaus auch für den Bereich der Länder und der Kommunen. Nach Artikel 28 Absatz 1 Satz 2 des Grundgesetzes muss das Volk in den Ländern, Kreisen und Gemeinden eine Vertretung haben, die aus allgemeinen, unmittelbaren, freien, gleichen und geheimen Wahlen hervorgegangen ist. Artikel 3 Absatz 1 der Verfassung des Landes Schleswig-Holstein bestimmt daher, dass die Wahlen zu den Volksvertretungen im Lande, in den Gemeinden und Gemeindeverbänden und die Abstimmungen allgemein, unmittelbar, frei, gleich und geheim sind.

## Wahlsystem
Die Rechtsgrundlagen des Wahlsystems sind im Gemeinde- und Kreiswahlgesetz (GKWG) und der Gemeinde- und Kreiswahlordnung (GKWO) festgelegt.
Es gilt nach § 7 GKWK ein System der Mehrheitswahl mit Verhältnisausgleich.

Mehrheitswahl: Diejenigen, die die meisten Stimmen in einem Wahlkreis erhalten, sind als unmittelbare Vertreterinnen oder Vertreter gewählt.

Verhältnisausgleich: Die restlichen Sitze („Listenvertreterinnen und Listenvertreter“) werden nach Listen, denen die Wahlbewerberinnen und Wahlbewerber angehören können, verteilt.
Unmittelbare Wahlvorschläge für die Mehrheitswahl im Wahlkreis können von Parteien und Wählergruppen sowie von einzelnen Wahlberechtigten (Einzelbewerberinnen und Einzelbewerber) eingereicht werden. Die Zahl der einzureichenden Wahlvorschläge ist dahingehend begrenzt, dass die Partei oder Wählergruppe nur so viele unmittelbare Wahlvorschläge einreichen kann, wie unmittelbare Vertreterinnen und Vertreter im Wahlkreis insgesamt zu wählen sind.

Listenwahlvorschläge mit einer unbegrenzten Anzahl von Bewerberinnen und Bewerbern können nur von den Parteien und Wählergruppen eingereicht werden; dabei gilt das Prinzip der gebundenen, von den Wählerinnen und Wählern nicht veränderbaren Listen. Eine Verbindung von Listenwahlvorschlägen verschiedener Parteien und/oder Wählergruppen ist unzulässig. Ebenso ist die Einreichung gemeinsamer Wahlvorschläge von Parteien und/oder Wählergruppen nicht möglich.
Die Abgeordneten erwerben ihre Mandate teils durch die Mehrheitswahl in den Wahlkreisen, teils durch die Verhältniswahl aus den Listen der Parteien und Wählergruppen. Zur Berechnung der Stimmen für den Verhältnisausgleich werden für jeden Listenwahlvorschlag alle Stimmen zusammengezählt, die die unmittelbaren Bewerberinnen und Bewerber der vorschlagenden Partei oder Wählergruppe erhalten haben. Der Verhältnisausgleich wird nach dem Berechnungsverfahren Sainte-Laguë/Schepers, und zwar in dessen Ausprägung als Höchstzahlverfahren, vorgenommen.

Zur Ermittlung der Vertreterinnen und Vertreter werden alle direkt gewonnenen Mandate von der ermittelten Sitzzahl für den jeweiligen Wahlvorschlag abgezogen. Die restlichen Mandate für die Partei oder Wählergruppe werden dann in der Reihenfolge der eingereichten Listenvorschläge zugeteilt.
Die Wahlperiode dauert seit 1998 5 Jahre und beginnt seit 2008 mit dem 1. Juni des Wahljahres. Der Wahltermin wird durch Kabinettsbeschluss der Landesregierung auf Vorschlag vom Innenministerium auf einen Sonntag im Mai des Wahljahres festgelegt.
In Gemeinden mit bis zu 70 Einwohnerinnen und Einwohnern wird keine Gemeindevertretung gewählt, in Schleswig-Holstein betrifft dies etwa 25 Gemeinden. An deren Stelle tritt eine Gemeindeversammlung, der alle wahlberechtigten Bürgerinnen und Bürger der Gemeinde angehören. Falls Angelegenheiten der Gemeinde zu besprechen und zu entscheiden sind, kommen die Bürgerinnen und Bürger bei solchen Kleinstgemeinden zu einer Vollversammlung zusammen.

In solchen Kommunen wird zur Kommunalwahl nur für den zuständigen Kreistag abgestimmt.
Bezeichnungen

In Gemeinden heißt die Vertretung grundsätzlich Gemeindevertretung und führt in Städten die Bezeichnung Stadtvertretung; wobei die jeweilige Hauptsatzung der Städte eine abweichende Bezeichnung vorsehen kann.

| Bezeichnung der Stadtvertretung | Stadt |
| ------------------------------- | --- |
| Ratsversammlung                 | Kiel, Flensburg, Neumünster, Pinneberg, Wedel, Geesthacht, Itzehoe, Rendsburg, Schleswig, Quickborn, Heide, Eckernförde, Schenefeld, Uetersen, Preetz, Tornesch, Brunsbüttel, Kellinghusen, Krempe |
| Bürgerschaft                    | Lübeck |
| Stadtverordneten-Kollegium      | Elmshorn, Husum |
| Stadtverordnetenversammlung     | Ahrensburg, Reinbek, Bad Oldesloe, Bad Schwartau, Schwarzenbek, Neustadt in Holstein, Bad Bramstedt, Oldenburg in Holstein, Reinfeld (Holstein), Nortorf, Friedrichstadt |
| Stadtvertretung                 | Norderstedt, Kaltenkirchen, Mölln, Glinde, Bad Segeberg, Eutin, Bargteheide, Ratzeburg, Schwentinental, Fehmarn, Lauenburg/Elbe, Glückstadt, Barmstedt, Büdelsdorf, Niebüll, Wahlstedt, Heiligenhafen, Kappeln, Meldorf, Glücksburg (Ostsee), Bredstedt, Marne (Holstein), Lütjenburg, Tönning, Wilster, Wyk auf Föhr, Wesselburen, Garding, Arnis |

Aktives Wahlrecht

Wahlberechtigt zur Wahl ihrer Gemeindevertretung oder ihres Kreistages sind alle Deutschen sowie die Staatsangehörigen der übrigen Mitgliedstaaten der Europäischen Union, die am Wahltag das 16. Lebensjahr vollendet und seit mindestens sechs Wochen im Wahlgebiet gemeldet sind. Um wählen zu können, muss man im Wählerverzeichnis des zuständigen Wahlbezirks eingetragen sein oder einen Wahlschein besitzen. Das Wahlrecht kann nur einmal und nur persönlich ausgeübt werden.
Passives Wahlrecht

Um gewählt werden zu können, ist es erforderlich, dass die Bewerberin oder der Bewerber am Wahltag mindestens 18 Jahre alt ist. Es müssen zudem die übrigen Voraussetzungen für das aktive Wahlrecht gegeben sein; darüber hinaus muss die Bewerberin oder der Bewerber seit mindestens drei Monaten vor dem Wahltag in Schleswig-Holstein eine Wohnung haben oder sich sonst gewöhnlich aufhalten und keine Wohnung außerhalb des Landes haben. Ebenso darf die Wählbarkeit nicht durch Richterspruch oder auf andere Weise aberkannt worden sein.
Grundlage der Größe der Gemeindevertretung, Stadtvertretung und Kreistage und die Anzahl der zu vergebenen Stimmen pro Wähler, ist die vom Statistischen Amt für Hamburg und Schleswig-Holstein fortgeschriebene Bevölkerungszahl nach dem Stand vom 31. Dezember des dritten Jahres vor der Wahl.
Anzahl der Stimmen

Jede Wählerin und jeder Wähler hat so viele Stimmen, wie unmittelbare Vertreterinnen und Vertreter im Wahlkreis zu wählen sind.

Zur Gemeindewahl in Gemeinden ab 10.000 Einwohnerinnen und Einwohnern sowie zur Kreiswahl hat jede Wählerin und jeder Wähler nur eine einzige Stimme.

In Gemeinden bis zu 10.000 Einwohnerinnen und Einwohnern können zur Gemeindewahl zwischen zwei und sieben Stimmen vergeben werden. Für eine Bewerberin oder einen Bewerber darf aber nur eine Stimme abgegeben werden. Ein „Häufeln“ mehrerer Stimmen auf eine Bewerberin oder einen Bewerber (Kumulieren) ist nicht zulässig. Es ist jedoch statthaft, die möglichen Stimmen auf Bewerberinnen und Bewerber verschiedener Wahlvorschläge zu verteilen (Panaschieren).
| Einwohnerzahl           | Wahlkreise | Unmittelbare Bewerber im Wahlkreis | Stimmen pro Wähler |
| ----------------------- | ---------- | ---------------------------------- | ------------------ |
| 70 bis zu 200           | 1          | 4                                  | 4                  |
| mehr als 200 bis zu 750 | 1          | 5                                  | 5                  |
| 750 bis zu 1.250        | 1          | 6                                  | 6                  |
| 1.250 bis zu 2.500      | 1          | 7                                  | 7                  |
| 2.500 bis zu 5.000      | 3          | 3                                  | 3                  |
| 5.000 bis zu 10.000     | 5          | 2                                  | 2                  |

Anzahl der Vertreterinnen und Vertreter
| Einwohnerzahl                 | Zahl der Vertreterinnen und Vertreter | Zahl der Vertreterinnen und Vertreter | Zahl der Vertreterinnen und Vertreter |
|                               | insgesamt                             | unmittelbar                           | über Liste                            |
| in kreisangehörigen Gemeinden |                                       |                                       |                                       |
| mehr als 70 bis zu 200        | 7                                     | 4                                     | 3                                     |
| mehr als 200 bis zu 750       | 9                                     | 5                                     | 4                                     |
| mehr als 750 bis zu 1.250     | 11                                    | 6                                     | 5                                     |
| mehr als 1.250 bis zu 2.500   | 13                                    | 7                                     | 6                                     |
| mehr als 2.500 bis zu 5.000   | 17                                    | 9                                     | 8                                     |
| mehr als 5.000 bis zu 10.000  | 19                                    | 10                                    | 9                                     |
| mehr als 10.000 bis zu 15.000 | 23                                    | 12                                    | 11                                    |
| mehr als 15.000 bis zu 25.000 | 27                                    | 14                                    | 13                                    |
| mehr als 25.000 bis zu 35.000 | 31                                    | 16                                    | 15                                    |
| mehr als 35.000 bis zu 45.000 | 35                                    | 18                                    | 17                                    |
| mehr als 45.000               | 39                                    | 20                                    | 19                                    |
| in kreisfreien Städten        |                                       |                                       |                                       |
| bis zu 150.000                | 43                                    | 22                                    | 21                                    |
| mehr als 150.000              | 49                                    | 25                                    | 24                                    |
| in Kreisen                    |                                       |                                       |                                       |
| bis zu 200.000                | 45                                    | 23                                    | 22                                    |
| ab 200.000                    | 49                                    | 25                                    | 24                                    |

Wahlkreise

Die Wahlkreise sind so zu begrenzen, dass sie möglichst gleiche Bevölkerungszahlen aufweisen. Die Bevölkerungszahl eines Wahlkreises darf nicht mehr als 20 % von der durchschnittlichen Bevölkerungszahl der Wahlkreise im Wahlgebiet abweichen.

Die Wahlkreise sollen ein zusammenhängendes Ganzes bilden. Will der Wahlausschuss in besonderen Ausnahmefällen hiervon abweichen, so muss in kreisangehörigen Gemeinden der Kreiswahlausschuss, in kreisfreien Städten und in Kreisen der Landeswahlausschuss mit einer Mehrheit von zwei Dritteln zustimmen.

Die Wahlkreise sollen möglichst unter Wahrung der örtlichen Verhältnisse gebildet werden. Bei Einteilung eines Kreises in Wahlkreise sollen Gemeindegrenzen in der Regel nicht durchschnitten werden.

Bei den Kreistagswahlen im Kreis Pinneberg bildet die Gemeinde Helgoland einen Wahlkreis und im Kreis Nordfriesland bilden die Gemeinden der Insel Amrum, die Gemeinden der Insel Föhr und das Amt Pellworm jeweils einen Wahlkreis.
Bei der Wahl kann der Umstand eintreten, dass die Anzahl der für eine Partei oder Wählergruppe in den Wahlkreisen gewählten Bewerberinnen und Bewerber größer ist als der dieser Partei oder Wählergruppe zustehende verhältnismäßige Sitzanteil. Diese Mehrsitze (auch Überhangmandate genannt) verbleiben den Parteien oder Wählergruppen. In einem solchen Fall werden nach Fortführung der Berechnung zum Verhältnisausgleich weitere Mandate an andere Parteien vergeben (Ausgleichsmandate), bis die tatsächliche Zusammensetzung der Vertretung nahezu dem Wahlergebnis entspricht. Es findet somit ein Vollausgleich aller entstandenen Mehrsitze statt.
Am 13. Februar 2008 erklärte das Bundesverfassungsgericht in einem Organstreitverfahren der schleswig-holsteinischen Landesverbände der Parteien GRÜNE und DIE LINKE gegen die 5-Prozent-Hürde für verfassungswidrig. Der Schleswig-Holsteinische Landtag strich daraufhin am 29. Februar 2008 die Sperrklausel bei Kommunalwahlen.

## Wahltage und Ergebnisse seit 1946

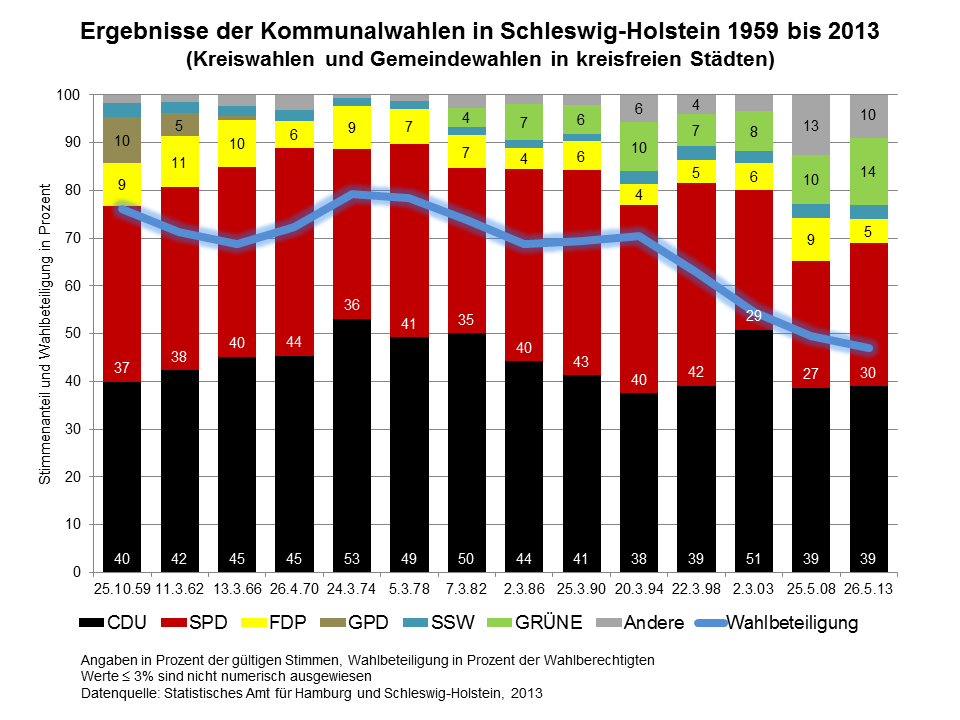
Übersicht der landesweiten Wahlbeteiligung und Ergebnisse von 1959 bis 2013

Landesweite Ergebnisse werden nur für die Kreiswahlen sowie für die Gemeindewahlen in den vier kreisfreien Städten des Landes ausgewiesen. Nur diese sind in der Ergebnisübersicht dargestellt.
| Wahltag           | Wahlbe- teiligung | CDU    | SPD    | FDP    | KPD      | GPD    | SSW   | Grüne  | Linke | AfD   | Sonstige |
| ----------------- | ----------------- | ------ | ------ | ------ | -------- | ------ | ----- | ------ | ----- | ----- | -------- |
| 15.09./13.10.1946 | 70,6 %            | 37,3 % | 41,0 % | 6,1 %  | 5,1 %    | —      | 8,3 % | —      | —     | —     | 2,2 %    |
| 24.10.1948        | 77,4 %            | 38,0 % | 39,7 % | 5,7 %  | Sonstige | —      | 7,3 % | —      | —     | —     | 9,3 %    |
| 29.04.1951        | 76,5 %            | —      | 29,9 % | —      | 1,5 %    | 18,4 % | 5,4 % | —      | —     | —     | 40,4 %   |
| 24.04.1955        | 74,5 %            | 8,2 %  | 33,2 % | —      | 1,8 %    | 12,4 % | 3,9 % | —      | —     | —     | 38,6 %   |
| 25.10.1959        | 76,1 %            | 39,9 % | 36,9 % | 8,9 %  | Verbot   | 9,6 %  | 2,9 % | —      | —     | —     | 1,9 %    |
| 11.03.1962        | 71,2 %            | 42,3 % | 38,3 % | 10,7 % | XXX      | 4,8 %  | 2,5 % | —      | —     | —     | 1,3 %    |
| 13.03.1966        | 68,7 %            | 45,1 % | 39,8 % | 9,8 %  | XXX      | 0,8 %  | 2,2 % | —      | —     | —     | 2,2 %    |
| 26.04.1970        | 72,3 %            | 45,4 % | 43,5 % | 5,7 %  | XXX      | —      | 1,7 % | —      | —     | —     | 3,7 %    |
| 24.03.1974        | 79,2 %            | 53,1 % | 35,6 % | 9,0 %  | XXX      | —      | 1,6 % | —      | —     | —     | 0,8 %    |
| 05.03.1978        | 78,3 %            | 49,2 % | 40,5 % | 7,3 %  | XXX      | —      | 1,7 % | —      | —     | —     | 1,3 %    |
| 07.03.1982        | 73,8 %            | 50,1 % | 34,6 % | 6,8 %  | XXX      | —      | 1,8 % | 3,9 %  | —     | —     | 2,8 %    |
| 02.03.1986        | 68,7 %            | 44,2 % | 40,3 % | 4,4 %  | XXX      | —      | 1,7 % | 7,4 %  | —     | —     | 2,0 %    |
| 25.03.1990        | 69,4 %            | 41,3 % | 42,9 % | 6,1 %  | XXX      | —      | 1,6 % | 6,0 %  | —     | —     | 2,1 %    |
| 20.03.1994        | 70,5 %            | 37,5 % | 39,5 % | 4,4 %  | XXX      | —      | 2,6 % | 10,3 % | —     | —     | 5,7 %    |
| 22.03.1998        | 62,8 %            | 39,1 % | 42,4 % | 4,8 %  | XXX      | —      | 2,9 % | 6,8 %  | —     | —     | 4,0 %    |
| 02.03.2003        | 54,5 %            | 50,8 % | 29,3 % | 5,7 %  | XXX      | —      | 2,5 % | 8,4 %  | —     | —     | 3,3 %    |
| 25.05.2008        | 49,4 %            | 38,6 % | 26,6 % | 9,0 %  | XXX      | —      | 3,0 % | 10,3 % | 6,9 % | —     | 5,6 %    |
| 26.05.2013        | 46,7 %            | 38,9 % | 29,8 % | 5,0 %  | XXX      | —      | 2,9 % | 13,7 % | 2,5 % | —     | 7,2 %    |
| 06.05.2018        | 47,1 %            | 35,1 % | 23,3 % | 6,7 %  | XXX      | —      | 2,3 % | 16,5 % | 3,9 % | 5,5 % | 6,7 %    |
| 14.05.2023        | 49,4 %            | 33,8 % | 19,4 % | 6,8 %  | XXX      | —      | 4,4 % | 17,7 % | 2,1 % | 8,1 % | 7,6 %    |

### Wahl am 13. Oktober 1946
Bei der getrennt von den Gemeindewahlen durchgeführten Wahlen für die Kreistage kandidierten acht Parteien landesweit: SPD, CDU, FDP, SSV (Südschleswiger Verein als damaliger Name für den späteren SSW), KPD, DRP (Deutsche Reichspartei), die SPF (Sozialdemokratische Partei Flensburg), das Zentrum und mehrere unabhängige Bewerber.

Die SPD ging als stärkste Partei aus der Wahl hervor, bei den Kreistagswahlen lag sie nur knapp vor der CDU, in den vier kreisfreien Städten mehr als 10 Prozentpunkte vor den Christdemokraten. Die FDP trat nicht in allen Kreisen an und war dort dreimal so stark wie in den kreisfreien Städten. Die übrigen Parteien waren insgesamt gesehen bedeutungslos, wobei die DRP sowohl in Lübeck als auch im Kreis Rendsburg jeweils einen Sitz erringen konnten.

### Wahl am 24. Oktober 1948
Zur Wahl der Kreistage am 24. Oktober 1948 kandidierten zehn Parteien und mehrere parteilose Einzelbewerber. Gegenüber 1946 traten die Deutsche Konservative Partei (DKP), die Deutsche Partei (DP) und die Radikal-Soziale Freiheitspartei (RSF) erstmals auf, die DRP kandidierte nicht mehr und der SSV hatte sich in Südschleswigscher Wählerverband umbenannt.

Die SPD blieb zwar landesweit die stärkste Partei, wurde aber in mehreren Kreisen von der CDU überholt, die insbesondere in den kreisfreien Städten zulegen konnte und in Kiel die Sozialdemokraten auf den zweiten Platz verwies. Die FDP, die nicht flächendeckend kandidierte, büßte ebenfalls etwas ein. Der SSW verlor insbesondere in Flensburg erheblich und fiel von 44 % auf 31 % der gültigen Stimmen zurück. Die übrigen Parteien blieben weiter Randerscheinungen, die DP konnte immerhin in Lübeck, dem Kreis Herzogtum Lauenburg und dem Kreis Eutin Sitze erringen. Außerdem gelang es zwei Parteilosen in die Kreistage von Plön und Eutin einzuziehen.

### Wahl am 29. April 1951
Die gängige Praxis, dass sich insbesondere bürgerliche und konservative Parteien bei der Aufstellung von Direktkandidaten in den Wahlkreisen absprachen und nicht gegeneinander kandidierten, zur Kommunalwahl gemeinsame Listenvorschläge einbrachten oder sich zu einem gemeinsamen Wahlvorschlag zusammenschlossen, erlebte einen ersten Höhepunkt. Diese Parteiengruppen setzten sich unterschiedlich zusammen, auf der Kreisebene war die CDU in allen entsprechenden Bündnissen vertreten, die FDP und die DP in den Kreisen, in denen sie bereits 1948 angetreten waren, und der BHE, die Deutsche Konservative Partei (DKP) und der Schleswig-Holsteinischer Wählerverband (SHW) in mehreren. Die Gruppen führten unterschiedliche Namen, hatten aber meistens die Zusatzbezeichnung „Deutsch“ in ihrem Namen verankert, wie „Deutsche Liste“ oder „Deutscher Wahlblock“.
Die Parteienlandschaft hatte sich gegenüber den vorherigen Wahlen stark verändert und weiter ausdifferenziert. Neben 7 Parteien, die auf Landesebene antraten (SPD, SSW, BHE, KPD, SHW, die Freie Soziale Union (FSU) und „Der Deutsche Block“ (DBB) traten zwei Parteien nur einmal auf Stadtebene an; in Flensburg die „Soziale Notgemeinschaft“ und in Kiel die „Universal Demokratische Union“.
Die zusammengeschlossenen Parteiengruppen verdrängten die SPD im Landesergebnis vom ersten Platz, in acht Kreise erhielten sie die meistern Stimmen und in Norderdithmarschen, Süderdithmarschen und im Kreis Schleswig, da hier auch der BHE mit eingebunden war, sogar die absolute Mehrheit. Zwei Parteilose konnten als Unabhängige in jeweils einen Kreistag einziehen.

### Bürgerliche und Konservative Parteiengruppen
|                 | Name                                                         | beteiligte Parteien   | Kandidatur    |
| --------------- | ------------------------------------------------------------ | --------------------- | ------------- |
| Stadt Flensburg | Wählergemeinschaft Deutsches Flensburg                       | CDU, FDP              | 1951 und 1955 |
| Kreis Pinneberg | Deutscher Wahlblock Kreis Pinneberg                          | CDU, FDP, DP          | 1951 und 1955 |
| Stadt Kiel      | Kieler Block                                                 | CDU, FDP, GB/BHE, SHB | 1951 und 1955 |
| Stadt Lübeck    | „Wahlgemeinschaft Lübeck der Einheimischen und Vertriebenen“ | CDU, FDP und DP       | 1951          |

### Wahl am 24. April 1955
Die Parteienlandschaft war noch unübersichtlicher geworden. Es traten weiterhin Parteiengruppen zu Wahl an, hatten aber andere Namen, setzten sich aus anderen Parteien zusammen oder waren völlige Neugründungen. Ein Vergleich der Wahlergebnisse ist daher nur eingeschränkt möglich.
Landesweit unter gleichen Namen traten nur noch die SPD, der SSW und die KPD an, während die CDU in vier Kreisen und die FDP in zwei Kreisen als eigenständige Partei auf dem Stimmzettel stand. Der BHE, der sich jetzt Gesamtdeutscher Block / Bund der Heimatvertriebenen und Entrechteten (GB/BHE) nannte, gehörte in vier Kreisen einer Parteiengruppe an.

Es gab 30 Parteiengruppen und drei weitere Parteien der Schleswig-Holstein Block (SHB), die Soziale Notgemeinschaft (SNG) und der Bund der Deutschen (BdD), dazu kamen noch einige parteilose Bewerber.

Trotz der unterschiedlichen Zusammensetzungen und sich anbahnender Auflösungserscheinungen lagen die Parteiengruppen insgesamt und in den meisten Kreisen und kreisfreien Städten vorn, in Kiel sogar mit einer absoluten Mehrheit und verdrängte in Neumünster, dem Kreis Pinneberg und dem Kreis Plön die SPD auf den zweiten Platz.

### Wahl am 25. Oktober 1959
Durch die veränderten rechtlichen Voraussetzungen traten die Parteien nun wieder selbstständig an. Die CDU, die SPD, die FDP, der SSW, die GB/BHE, die Deutsche Partei, der BdD, die Deutsche Reichspartei, der unabhängige Schleswig-Holstein Block (uSHB) und die Gemeinschaft Schleswig-Holsteinische Rathauspartei (GSHR) erschienen neben einer Wählervereinigung und einigen Parteilosen auf dem Wahlzettel.
Die CDU wurde als eigenständige Kraft landesweit die stärkste Partei, der Abstand zur SPD betrug allerdings nur 3 %. Die Sozialdemokraten verbesserten sich zur vorherigen Wahl und konnten in Kiel die Mehrheit zurückgewinnen und in Lübeck, Neumünster, dem Kreis Pinneberg, dem Kreis Steinburg und dem Kreis Stormarn wieder stärkste Kraft werden. Die FDP etablierte sich wieder als dritte Kraft und erreichte im Kreis Segeberg mit 23,4 % ihr bestes Ergebnis bei einer Kreiswahl in Schleswig-Holstein. Die GB/BHE und die SSW verloren insgesamt, wobei in Flensburg die dänische Partei weiterhin stärkste Partei blieb. Die DP und der uSHB übersprangen in drei und zwei Kreisen die Sperrklausel.

### Wahl am 11. März 1962
An den Wahlen zu den Kreistagen und den Stadtvertretungen der kreisfreien Städte beteiligten sich landesweit sieben Parteien (CDU, SPD, FDP, SSW, die Gesamtdeutsche Partei/DP-BHE als Nachfolgepartei der GB/BHE, die Deutsche Friedens-Union (DFU) und der unabhängige Schleswig-Holstein Block (uSHB), sechs Wählergruppen und drei Einzelbewerber. Die DFU und der uSHB kamen bei der Sitzverteilung nicht zum Zuge, von den Einzelbewerbern konnte einer ein Direktmandat erobern und von den Wählergruppen gelangen zwei der Sprung in die Kreistage.
Die CDU vergrößerte landesweit ihren Vorsprung auf die SPD um einen Prozentpunkt und eroberte in Flensburg, Steinburg und Stormarn die Spitzenposition und verlor sie im Kreis Plön. Im Kreis Schleswig konnte sie ihre absolute Mehrheit ausbauen.

Die SPD behauptete ihren landesweiten zweiten Platz und verbesserte ihr Wahlergebnis bis auf Dithmarschen und dem Kreis Pinneberg. In Kiel und Neumünster konnte sie die absolute Mehrheit in den beiden Ratsversammlungen erringen.

Die FDP konnte durch die Zuwächse bei den Kreistagswahlen ihre landesweite dritte Position absichern, nur in Flensburg und Ostholstein war sie nicht auf dem dritten Platz und in Segeberg errang sie mit 21,5 %, bei leichten Verlusten zur Vorwahl, ein Ergebnis über 20 %.

Die GDP verlor immer weiter am Bedeutung und insgesamt sank ihr Anteil landesweit unter 5 %, in ihrer Hochburg Ostholstein kam sie noch auf 10,7 %.

## Bestimmungen und Änderungen des Wahlrechts seit 1945

### Die Verordnung Nr. 12 der britischen Militärregierung
Mit dieser Verordnung vom 15. September 1945 wurde die Bildung von politischen Parteien zugelassen, „um das Wachstum eines demokratischen Geistes in Deutschland zu fördern und um das Abhalten freier Wahlen an einem noch zu bestimmenden Zeitpunkt vorzubereiten“.

### Revidierte Deutsche Gemeindeordnung im April und Mai 1946
In der britischen Besatzungszone wurde die deutsche Gemeindeordnung zwar formal nicht aufgehoben, durch mehrere Verordnungen im Frühjahr 1946 durch die britische Militärregierung allerdings wesentlich verändert. Es ergingen verfahrensrechtliche Vorschriften zur Vorbereitung und Durchführung von Wahlen in den Gemeinden, Ämtern und Kreisen.

Verordnung Nr. 21 vom 01.04.1946: Abänderung der Gemeindeordnung

Verordnung Nr. 26 vom 13.04.1946: Wahlbezirke

Verordnung Nr. 28 vom 30.04.1946: Registrierung der Wähler

Verordnung Nr. 31 vom 30.05.1946: Wahl v. Vertretern (Wählbarkeit), Wahltermine u. a.

Verordnung Nr. 32 vom 30.05.1946: Wahlverfahren

(Amtsblatt der Militär-Regierung S. 173 ff, S. 201 ff, S. 222 ff, S. 226 ff)

### Wahlsystem zur Kommunalwahl vom 15. September 1946
Das Wahlsystem für diese ersten kommunalen Wahlen stellte eine Kombination von Personen- und Verhältniswahl (relatives Mehrheitswahlrecht) nach britischem Vorbild dar. Dieses System brachte es mit sich, dass die stärksten Parteien mit den meisten direkt gewählten Abgeordneten vielfach auch eine absolute Mehrheit der Sitze erhielten, ohne die meisten Wählerstimmen bekommen zu haben.

Die Wähler konnten auch bei der Kreiswahl und in den größeren Städten mehrere Kandidaten, bis zu sechs verschiedene, auch unterschiedlicher Parteien, ankreuzen.

In 359 Gemeinden hatten die Parteien insgesamt nur so viele oder weniger Bewerber aufgestellt, wie zu wählen waren. In diesen Fällen wurde keine Wahl durchgeführt.
In Gemeinden mit weniger als 500 Einwohnern wurde zunächst eine Quote aus der Summe der insgesamt abgegebenen Stimmen und der Anzahl der zu wählenden Vertreter errechnet. Die Partei mit den meisten Stimmen erhielt den ersten Sitz und die Quote wurde von der Anzahl der für sie abgegebenen Stimmen abgezogen. Sodann wurde festgestellt, welche Partei nun die meisten Stimmen hat, das kann auch die Partei sein, der schon der erste Sitz zugewiesen wurde, und der zweite Abgeordnetensitz zugewiesen. Ergibt sich schließlich, dass noch Sitze zu verteilen sind, obwohl keine Partei mehr die volle Quote aufwies, so wurden die verbleibenden Sitze den Parteien in der Reihenfolge ihrer Stimmenreste zugewiesen.
In den Gemeinden mit mehr als 500 Einwohnern und den Kreistagen galten die Kandidaten mit den meisten Stimmen in den einzelnen Wahlkreisen als direkt gewählt. Ihr Anteil machte je nach Größe des Wahlgebietes die Hälfte bis zu drei Viertel der Gesamtzahl der Abgeordneten aus. Die übrigen Sitze wurden aus sogenannten Reservelisten besetzt. Dabei wurde jeder Partei in einem „Reservestock“ die Stimmen gutgeschrieben, die jeder direkt gewählte Abgeordnete mehr hatte als der mit der höchsten Stimmenzahl durchgefallene Bewerber, ferner die Stimmen aller übrigen nicht direkt gewählten Bewerber. Aus diesen Stimmen und der Anzahl der aus der Reserveliste zu wählenden Vertreter wurde eine Quote berechnet nach der die restlichen Sitze verteilt wurden.

An der Wahl konnten sich Parteien, die eine Lizenz der Militärregierung erhalten hatten und unabhängige Bewerber beteiligen.
 Die Kandidaten mussten mindestens 25 Jahre alt sein und seit 18 Monaten im örtlichen Melderegister eingetragen sein. Außerdem durften sie nicht in ein Konkursverfahren verwickelt oder Berufsoffizier oder Mitglied einer NS-Organisation gewesen sein.

Wahlberechtigt waren alle mindestens 21 Jahre alten Personen mit deutscher Staatsangehörigkeit und am 12. Mai 1946 mindestens drei Monate im Melderegister eingetragen waren, sofern sie nicht eine führende Funktion in einer NS-Organisation innegehabt hatten, vor dem 1. März 1933 Mitglied der NSDAP gewesen waren oder vom Entnazifizierungsausschuss als Hauptschuldiger, Schuldiger oder Minderbelasteter eingeteilt wurden. Dadurch war nur etwas mehr als die Hälfte der Wohnbevölkerung wahlberechtigt.
Auch Geflüchtete aus den deutschen Ostgebieten waren als Kandidat und häufig auch vom Wahlrecht ausgeschlossen.
Ursprünglich war die jährliche Wiederwahl eines Drittels der Vertreter vorgesehen.

### Gemeinde- und Kreiswahlgesetz des Landes Schleswig-Holstein (GKWG) von 1948
Nach der Bildung des Landes Schleswig-Holstein und Verabschiedung des Landeswahlgesetzes vom 31. Januar 1947 als eigenständiges deutsches Wahlrecht wurden die Wahlangelegenheiten durch die Verordnung der Militärregierung Nr. 81 förmlich auf die deutsche Gesetzgebung und Verwaltung übertragen. In Schleswig-Holstein wurde ein „Mischwahlsystem“ – relative Mehrheitswahl mit
Verhältnisausgleich – eingeführt. Für die Verteilung der Sitze aus den Listen galt eine Sperrklausel von 10 %.
Die für 1947 vorgesehene Ergänzungswahl eines Drittels der Vertreter in den Gemeinden und Kreisen wurde ausgesetzt und statt dessen Neuwahlen aller kommunalen Vertretungen bis zum 31. Dezember 1948 angeordnet.
Dazu verabschiedete der Schleswig-Holsteinische Landtag am 15. Juni 1948 das erste Gemeinde- und Kreiswahlgesetz, das sich grundsätzlich an das Wahlsystem des Landeswahlgesetzes von 1947 anlehnte. Das Gesetz ging von folgenden Grundgedanken aus:
- Einheitliches Wahlrecht für die Gemeinden und Gemeindeverbände
- Mehrheitswahl mit Verhältnisausgleich
- 4 jährige Wahlzeit ohne jährliche Ergänzungswahlen
- Kollegiale Gliederung der wahlleitenden Organe (Wahlvorstand und Wahlausschüsse)
- Öffentlichkeit der Wahlhandlung und der Stimmenauszählung
- Möglichkeit der umfassenden verwaltungsgerichtlichen Nachprüfung des Wahlverfahrens

Neben den direkt in den Wahlkreisen gewählten Bewerbern wurden über einen Verhältnisausgleich die restlichen Abgeordneten ermittelt.

Dieser wurde dadurch berechnet, dass die nicht verbrauchten Stimmen, das heißt die Stimmen der durchgefallenen Bewerber (Reststimmen) und die Stimmen der erfolgreichen Bewerber, die sie mehr als der erfolglose Kandidat mit der höchsten Stimmenzahl erzielt haben (Überstimmen), zur Grundlage einer anteilsmäßigen Verteilung der Sitze anhand von Listen, die die Parteien eingereicht hatten, genommen werden. An dem Verhältnisausgleich nahmen aber nur solche Parteien teil, die im Wahlgebiet mindestens ein Direktmandat oder 10 % der gültigen Stimmen erhalten hatten. Für die Verteilung der Listensitze wurde erstmals das D’Hondt-Höchstzahlverfahren angewendet. Bei dieser Wahl war es möglich, dass die Parteien noch Bewerber nachnominieren konnten, sofern sie mehr unmittelbare Sitze gewonnen hatten als gemeldete Bewerber auf ihrer Liste vorhanden waren.
Die Meldefrist für die Wählbarkeit wurde auf sechs Monate herabgesetzt. Damit verfügten auch die meisten Flüchtlinge oder Vertriebenen über die Voraussetzung sich als Kandidat aufstellen zu lassen. Die vom Entnazifizierungsausschuss in die Kategorien 1 bis 4 (Hauptschuldiger, Schuldiger, Minderbelasteter und Mitläufer) Eingestuften durften sich weiterhin nicht als Kandidat bewerben.
Die Zahl der Wahlberechtigten hatte sich im Vergleich zur Wahl von 1946 kräftig erhöht. Neben den jetzt wahlberechtigten Geflüchteten waren die aufgrund ihrer politischen Belastung zuvor noch Ausgeschlossenen nunmehr wahlberechtigt geworden.

### Einführung der Position Kreispräsident
Mit der Neuregelung der Verwaltung der Kreise nach dem Zweiten Weltkrieg durch die britische Militärregierung wurde der staatlich-kommunale Dualismus des preußischen Landrats aufgehoben und die Trennung von politischer und Verwaltungsleitung umgesetzt. Die bisherigen Landräte leiteten nun als hauptamtliche Kreisdirektoren die Kreisverwaltung, wurde vom Kreistag gewählt und von der britischen Militärregierung ernannt. In die Zuständigkeit des Kreisdirektors fiel die Umsetzung der Beschlüsse und Weisungen des Kreistags, seiner Ausschüsse und seines Vorsitzenden, des ehrenamtlichen Landrats. Außerdem verantwortete er die Verwaltungsgeschäfte und fungierte als Bindeglied zwischen dem Kreis und seinen Gremien, der Verwaltung und der britischen Militärregierung.
Mit der schleswig-holsteinischen Kreisordnung vom 1. April 1950 wurde die Bezeichnung Kreispräsident für den jeweiligen ehrenamtlichen Vorsitzenden des Kreistags verbindlich für alle Kreise in Schleswig-Holstein eingeführt. Als Folge wurde erneut die frühere Amtsbezeichnung Landrat für den Verwaltungsleiter eingeführt.

### Gemeinde- und Kreiswahlgesetz des Landes Schleswig-Holstein (GKWG) von 1951
Auch die zweite Wahlperiode der kommunalen Vertretungen war kürzer als im Wahlgesetz vorgesehen. Auf Drängen des BHE (Block der Heimatvertriebenen und Entrechteten) der bei der Landtagswahl 1950 zweitstärkste Partei geworden war und sich auch an der Landesregierung beteiligte, wurden die Ortsparlamente vorzeitig aufgelöst und Neuwahlen für den 29. April 1951 ausgeschrieben.
Das aktive Wahlrecht wurde auf die den deutschen Staatsangehörigen gleichgestellten volksdeutschen Flüchtlingen gemäß Artikel 116 (1) des Grundgesetzes ausgedehnt.

Es ruhte nur noch bei den Personen, die im Entnazifizierungsverfahren in die Gruppen 1 und 2 (Hauptschuldiger und Schuldiger) eingeteilt worden waren.

Dazu wurde die Anzahl der Abgeordneten erhöht und auf eine ungerade Zahl festgesetzt.

### Gemeinde- und Kreiswahlgesetz des Landes Schleswig-Holstein (GKWG) von 1955
Der Verhältnisausgleich zwischen den Parteien wurde von Teilproporz auf Vollproporz unter Belassung etwaiger Mehrsitze umgestellt und so den damaligen Regelungen bei den schleswig-holsteinischen Landtagswahlen und Bundestagswahlen angepasst. Es wurden nun alle abgegebenen Stimmen zur Ermittlung des Wahlergebnisses und der Gesamtsitzzahl berücksichtigt. Dadurch verlor das Wahlsystem immer mehr die Eigenschaften eines Mehrheitswahlrechtes und entwickelte sich zu einem repräsentativeren System der Verhältniswahl in dem jede einzelne abgegebene Stimme gleichwertiger berücksichtigt wurde.
An der Sitzverteilung nahmen nur Parteien teil, die mindestens ein Direktmandat errungen hatten oder 5 %, anstatt bislang 10 %, der gültigen Stimmen erhalten hatten.
Das Gemeinde- und Kreiswahlgesetz ermöglichte zur Kommunalwahl 1955 sogenannte "Friedenslisten". Der § 15, Absatz 1 bestimmte: "Werden in einem Wahlbezirk ebenso viele unmittelbare Wahlvorschläge aufgestellt und zugelassen, als unmittelbare Vertreter zu wählen sind, so findet keine Wahl statt. Die vorgeschlagenen unmittelbaren Bewerber werden vom Wahlausschuß als gewählt erklärt."
 
Wenn sich die Parteien vorher auf genau so viele Kandidaten einigen, wie Plätze im Gemeinderat vergeben werden, wird in der Gemeinde keine Wahl durchgeführt. Dadurch wurde nur in 696 der insgesamt 1391 Gemeinden des Landes ein neuer Gemeinderat tatsächlich von den Bürgerinnen und Bürgern gewählt. Es gab Kreise, Flensburg-Land zum Beispiel, in denen mehr als drei Viertel der Gemeinden nicht wählten.
 
Der SPIEGEL schrieb dazu: "Die Parteifunktionäre setzten sich also vor dem Wahltag in den einzelnen Dörfern an runde Tische und handelten bei Bier, Schnaps und Kaffee aus, wie sie ihre Interessen aufeinander abstimmen und die Sitze des jeweiligen Gemeindeparlaments untereinander verteilen wollten. [...] Parteifunktionäre haben ihre intern ausgehandelten "Friedenslisten" dadurch populär zu machen gesucht, daß sie Gelder, die sie angeblich im ausgefallenen Wahlkampf gespart haben, als milde Spenden stifteten. Die Rundfunkzeitung 'Hören und Sehen' nannte es ein 'großes Beispiel', daß es für viele Wahlberechtigte keinen 'Wahlrummel' gegeben habe."

### Gemeinde- und Kreiswahlgesetz des Landes Schleswig-Holstein (GKWG) von 1959
Zur Kommunalwahl 1959 durften nur noch politische Parteien im Sinne des Artikels 21 Grundgesetz am Verhältnisausgleich von Listenwahlvorschlägen teilnehmen, während Wählergruppen (sog. Rathausparteien), Parteienbündnisse oder Zusammenschlüsse von diesem Listenprivileg ausgeschlossen und wie Einzelbewerber behandelt wurden. Der schleswig-holsteinische Landtag kam zu dieser Entscheidung, weil nach mehreren Urteilen des Bundesverfassungsgerichtes in den Gemeinden und Kreisen eine politische Willensbildung im Sinne des Art. 21 GG nicht stattfindet und damit reine Kommunalparteien oder entsprechende Bündnisse nicht als Parteien im Sinne des Grundgesetzes anzusehen sind. Da die Festlegung des Parteienbegriffes der ausschließlichen Gesetzgebung des Bundes unterliegen würden, konnte der Landesgesetzgeber nach seiner Auffassung diesen für Kommunalwahlen nicht im abweichenden Sinne bestimmen.

Es gab allerdings die Möglichkeit unterschiedliche Listen miteinander zu verbinden, um so eine günstigere Berechnung der Gesamtsitze zu erreichen.
Weiterhin wurde erstmal bei einer Kommunalwahl in Schleswig-Holstein in Anlehnung an der Bundestagswahl die Briefwahl zugelassen. Die Wahlberechtigten konnten also ihre Stimme nicht nur innerhalb des Wahlgebietes mit einem Wahlschein abgeben, sondern auch von außerhalb oder vor dem Wahltag. Gegenüber heutigen Bestimmungen war die Briefwahl allerdings noch sehr erschwert, da die Unterlagen nur auf besonderem Antrag mit Begründung ausgegeben wurden. Der Anteil der der Briefwähler an allen abgegebenen Stimmen lag damals auch nur bei knapp 3 %.

### Gemeinde- und Kreiswahlgesetz des Landes Schleswig-Holstein (GKWG) von 1961
Die Wahlperiode der kommunalen Vertretungen wurde wieder einmal verkürzt. Die Kommunalwahl vom 25. Oktober 1959 wurde vom Bundesverfassungsgericht am 30. Mai 1961 für verfassungswidrig und nichtig erklärt. Auslöser für die Beschwerde war die Regelung, dass nur politische Parteien Listenwahlvorschläge einreichen durften, nicht aber freie Wählervereinigungen (sogen. „Rathausparteien“). Diese Bestimmung wertete das Gericht als Verletzung des Gleichheitsgrundsatzes der Wahl. Die gewählten Vertreterinnen und Vertreter blieben durch Sonderregelung bis zur angeordneten Neuwahl im Amt.

Die sich daraus ergebende Änderung des Wahlgesetzes führt zur Aufhebung des Listenprivilegs für politische Parteien und Einbeziehung von allen Listenvorschlägen in den Verhältnisausgleich und zur künftigen Unzulässigkeit von Listenverbindungen.
Außerdem wurde der Beginn der der Wahlperiode vom 1. November auf den 1. April verlegt. Die Wahlen mussten daher im letzten Märzmonat der Wahlzeit stattfinden. Diese Veränderung war die Folge der Verschiebung des kommunalen Haushaltsjahres auf das Kalenderjahr. Zuvor hatte die Finanzperiode vom 1. April bis zum 31. März gedauert und war in Wahljahren mit den Wahlkampf kollidiert.

### Gemeinde- und Kreiswahlgesetz des Landes Schleswig-Holstein (GKWG) von 1965
Durch Überhangmandate kann es zu der Situation kommen, dass der Wählerwille nicht mehr korrekt abgebildet wird und eine Partei eine Mehrheit der Mandate erhält, obwohl sie keine Mehrheit der abgegebenen Stimmen errungen hat. Seit der Kommunalwahl am 13. März 1966 werden die Mehrsitze durch zusätzliche Mandate so weit ausgeglichen, bis die Mehrheitsverhältnisse des Wahlergebnisses wieder abgebildet werden.

### Änderung zur Kommunalwahl 1970
Das aktive Wahlrecht wurde von 21 auf 18 Jahre abgesenkt und das Alter für die Wählbarkeit von 25 auf 23 Jahre.

### Änderung zur Kommunalwahl 1974
Seit dieser Kommunalwahl ist die Wählbarkeit an die Volljährigkeit gebunden und somit ist das passive Wahlalter auf 18 Jahre gesenkt worden.

### Änderung zur Kommunalwahl 1998
- Verlängerung der Wahlperiode auf 5 Jahre

- Senkung der Altersgrenze für das aktive Wahlrecht auf 16 Jahre

- Einführung des Wahlrechts für Angehörige der Mitgliedstaaten der Europäischen Union (Unionsbürgerwahlrecht)
- Die Direktwahl von hauptamtlichen Bürgermeistern und Landräten wird eingeführt

### Änderungen zur Kommunalwahl 2008
Am 13. Februar 2008 erklärte das Bundesverfassungsgericht in einem Organstreitverfahren der schleswig-holsteinischen Landesverbände der Parteien GRÜNE und DIE LINKE gegen die 5-Prozent-Hürde im Kommunalwahlgesetz des Bundeslandes diese für verfassungswidrig. Der Schleswig-Holsteinische Landtag strich daraufhin am 29. Februar 2008 die Sperrklausel bei Kommunalwahlen.
Die Wahlkämpfe fanden seit 1962 jeweils im März statt, was bei Kommunalpolitkern aufgrund des wechselhaften und nasskalten Witterung unbeliebt war.

Daher wurde der Beginn der Wahlperiode auf den 1. Juni verlegt, was einen Wahltermin im Mai und einen Wahlkampf im Frühjahr mit sich brachte.
Die Direktwahl der Landräte wird wieder abgeschafft. Seitdem werden sie wieder durch die zuständigen Kreistag gewählt.

### Änderungen zur Kommunalwahl 2013
Bis zur Kommunalwahl 2008 wurde die Zuteilung der Mandate nach dem D’Hondt-Verfahren vorgenommen, seit 2013 nach dem Sainte-Laguë-Verfahren.